# Ayan Beisenbayev
Ayan Beisenbayev (2 de marzo de 1996) es un deportista kazajo que compite en triatlón. Ganó dos medallas en los Juegos Asiáticos, plata en 2018 y bronce en 2022.

## Palmarés internacional
| Juegos Asiáticos | Juegos Asiáticos      | Juegos Asiáticos  | Juegos Asiáticos |
| Año              | Lugar                 | Medalla           | Prueba           |
| ---------------- | --------------------- | ----------------- | ---------------- |
| 2018             | Palembang (Indonesia) | Medalla de plata  | Individual       |
| 2022             | Hangzhou (China)      | Medalla de bronce | Individual       |